# Kossuth Lajos Gimnázium (Cegléd)
A Kossuth Lajos Gimnázium egy ceglédi középiskola, amelyet 1899-ben alapítottak.

## Története
A Kossuth Lajos Gimnáziumot 1899-ben alapították Cegléd város polgárai. Dobos János városi mérnök nagy összegű alapítványából és a ceglédiek önkéntes adományából épült meg 1903-ban Pártos Gyula tervei alapján az iskola, amely máig is Cegléd város egyik legszebb középülete.
Akkoriban 12 osztályra tervezték, ma szűkösen 22 osztályt is tudnak foglalkoztatni, mivel 1974 és 1980 között jelentős belső átalakítással sikerült erre alkalmassá tenni. Jelenleg a négy évfolyamos gimnáziumi képzés mellett ismét működik nyolcosztályos rendszer is, amelyben 1946-ig az intézményként működött.
Az épület 2022 júliusa és 2024 szeptembere között teljes felújításon esett át, valamint teljesen új bútorokat kapott az intézmény. A tanítás a megújult épületben 2024. szeptember 1-én indult el. Ezalatt a 2 tanév alatt az intézmény ideiglenesen a ceglédi Törteli út 42. szám alatt található volt EVIG épületében üzemelt teljeskörűen, modern irodaházakat alakítottak át iskolai céloknak megfelelően.

## Könyvtár
Bár a könyvek gyűjtése a gimnázium alapítási évétől (1899) elkezdődött, mégis az 1903-as év a könyvtár születési-alapítási éve. Ezt indokolja a könyvek mennyiségi mutatója, az önálló könyvtári helyiségek átadása, a tanári és az ifjúsági könyvtár szétválása és a könyvtárőrök megbízása. A könyvtár állománya 2009-ben 45 877 darab volt.
A könyvtár az iskola központi helyén fekszik, bejárata az iskola főbejáratával szemben, az emeletekre felvezető főlépcső félemeleti fordulójából nyílik.

## Oktatási programok

### A nyolcévfolyamos képzés
| Betűjel     | D              |
| Rövidítés   | nyolcosztályos |
| Képzési idő | 8 év           |

A helyi pedagógiai program kialakításában figyelembe vették az évtizedek alatt kialakult oktatási hagyományokat, az általános iskolák igényét és a városi nevelési-oktatási tervben elfogadott és támogatott elképzeléseket. A gimnáziumban 1948-ig (49 éven át) a nyolcosztályos képzési forma volt kizárólagosan jellemző. 1993-ban indították újból az első osztályt ebben a képzési formában. Egyre több diák nyer sikeres felvételt a környező településekről ebbe az iskolatípusba. Az iskolában 17 éve működik nyolcosztályos képzés, amelyben kiemelkedő szerepe van az idegen nyelveknek. Cél, hogy a képzés folyamán az első nyelvből előrehozott érettségit vagy, és sikeres középfokú nyelvvizsgát tegyenek a tanulók.
A nyolcosztályos képzés segítése érdekében vezették be az Erdei iskola néven ismert új, oktatásszervezési formát. Ez azt jelenti, hogy a hatodik évfolyamban a tanév szerves részeként tavasszal, egy időre a természeti környezetbe helyezi ki az iskola a tevékenységét. A tanítási feladatokhoz kapcsolódva, a helyhez és a gyerekek kondíciójához igazodva határozza meg programját. Didaktikailag is újat hoz ez a forma, amennyiben a megismerési folyamatokat az élet természetes integráltságára építi fel, és időlegesen feloldja az iskola hagyományos tantárgyi rendszerét. A projekt központjában az Erdei iskola helyszíne, környezete áll.

### Az ötévfolyamos képzés
| Betűjel     | C                 |
| Rövidítés   | nyelvi előkészítő |
| Képzési idő | 5 év              |

A XXI. századi műveltség elemeiben az idegen nyelv és az informatikai ismeret kiemelt helyen szerepel. Az OM által 2003-ban meghirdetett Világ-Nyelv Program keretében elindított nyelvi előkészítő évfolyammal bővített oktatási kínálatuk e két területen nyújt intenzív képzési lehetőséget.
Pest Megye Önkormányzata 246/2003. (09.26.) számú közgyűlési határozata engedélyezte az intézménynek a 2004/2005-ös tanévtől kezdődően a nyelvi előkészítő osztály indítását.
Pest Megye Önkormányzata engedélyezte az iskolának 2006/2007-es tanévtől kezdődően két nyelvi előkészítő osztály indítását.
A nyelvi előkészítő osztály célja a célnyelvből előrehozott középszintű érettségi (és) vagy középszintű nyelvvizsga letétele. A második idegen nyelvből a 13. évfolyam végére középszintű érettségi követelmény szintjének elérése. A 12-13. évfolyamban harmadik európai uniós nyelv indítása, informatika tantárgyból az ECDL vizsga legalább 7 moduljának megszerzése és az előrehozott középszintű érettségire való felkészítés, a 12-13. évfolyamon emelt szintű érettségire való felkészülés a négy évfolyamos képzésben biztosított tantárgyakból.

### A négyévfolyamos képzés
| Betűjel     | A, B                          |
| Rövidítés   | emelt szintű nyelv vagy matek |
| Képzési idő | 4 év                          |

#### Az emelt szintű nyelvi képzés
Egy élő idegen nyelv középszintű tudása legtöbb esetben elengedhetetlen feltétele a munkavállalásnak, a felsőfokú tanulmányok megkezdésének és a végzettség megszerzésének. Az elmúlt évek során az iskola kiemelkedő eredményeket ért el az idegen nyelvek tanítása terén. Továbbra is folytatják az angol, illetve német emelt szintű nyelvoktatást egy osztályban. Tervező munkájukban segít az általános iskolák jó alapozó munkája német és angol nyelvből. Négy éven át az e képzésben részt vevő tanulók magasabb óraszámban, csoportbontásban tanulják az idegen nyelveket. Az emelt szintű nyelvi képzés során a diákok emelt szintű idegen nyelvi érettségire kapnak felkészítést. E profil célja, hogy a tanulók tanulmányaik befejezésére középfokú nyelvvizsgával rendelkezzenek. Ezt a képzési formát csak olyan tanulók választhatják, akik az általános iskolában legalább 4 éven át tanulták a választott idegen nyelvet. Az emelt szintű nyelvi képzéshez a tanári kar összetétele adott.

#### Az intenzív matematika oktatás
Az intézményben évek óta igen hatékonyan működik az intenzív matematikaoktatás, mely oktatási forma kialakítását a városi igény tette szükségessé. Hatékonysága megmutatkozik az elért versenyeredményekben és a továbbtanulók közül a felvettek arányában. Ezen képzés folytatása továbbra is indokolt, hiszen a matematika nagyon sok szakterületen alkalmazott tudományként szerepel, következésképpen az ilyen irányú továbbtanulók számára többletet nyújt és elősegíti a sikeres felvételi vizsga elérését.

## Diákélet
- Gólyanap
- Szalagavató
- Christmas Party
- ODN (Országos Diáknap)
- Német farsang
- Éneklő osztályok
- Fordított nap
- Egészségügyi és sportnap
- Ballagás

## Partneriskola
- Nagy István Művészeti Líceum (Csíkszereda, Románia)